# John Neihardt
John Gneisenau Neihardt (geb. 1881; gest. 1973) war ein US-amerikanischer Dichter, Indianerforscher und Autor. Er ist insbesondere für A Cycle of the West und sein Buch Ich rufe mein Volk (Black Elk Speaks) über Black Elk („Schwarzer Hirsch“) (1863–1950), einen Medizinmann der Oglala-Lakota (Sioux) bekannt.
Neihardt war Poet Laureate von Nebraska, literarischer Herausgeber des St. Louis Post-Dispatch, 1929–1938, und Lehrer an der University of Missouri, 1949–1965. 1943 wurde er in die American Academy of Arts and Letters gewählt.

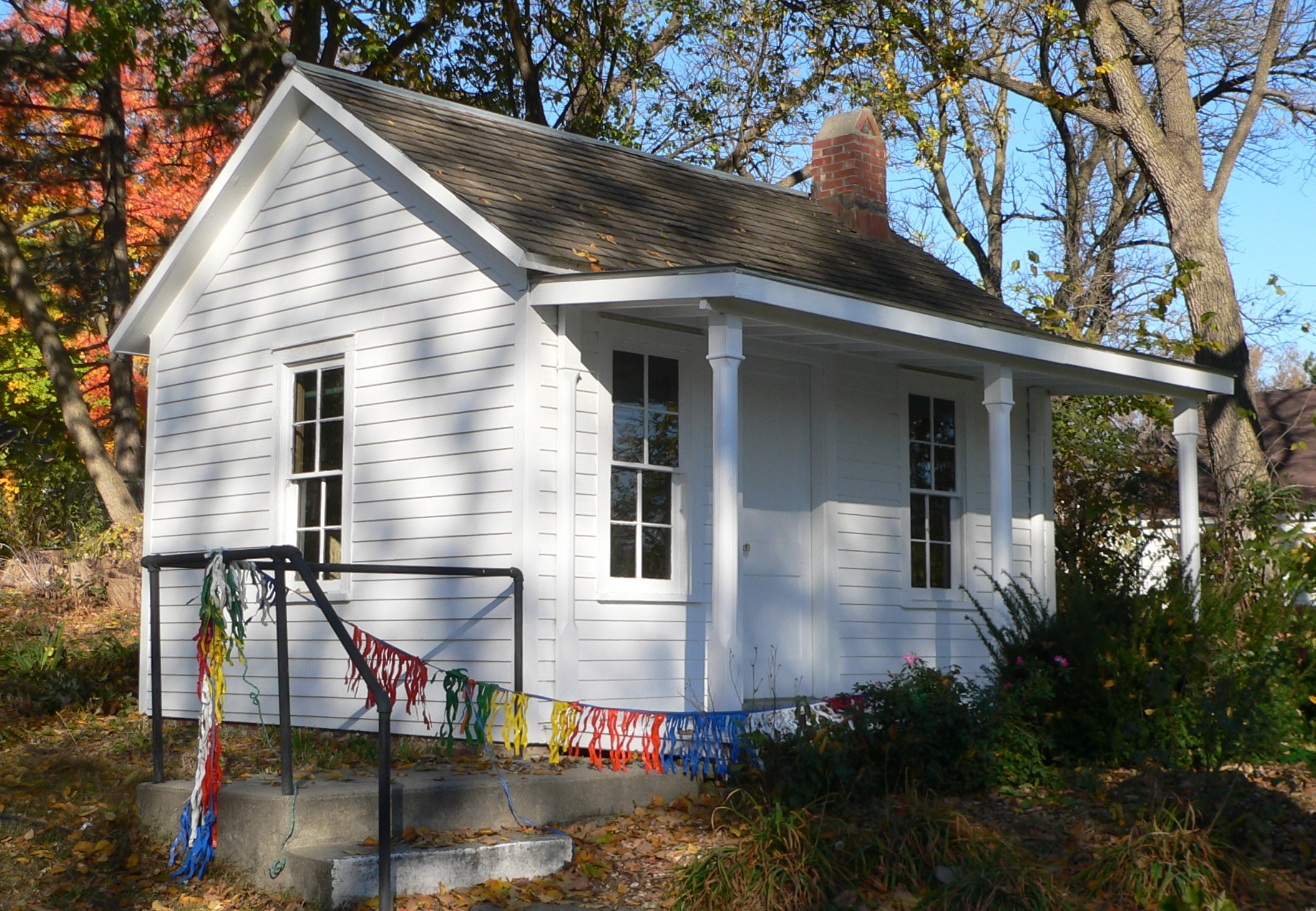
John G. Neihardt Study, gelistet im NRHP

Die John G. Neihardt State Historic Site, auch bekannt als das Neihardt Center, befindet sich in Bancroft, Nebraska, und beherbergt ein Museum.

## Publikationen (Auswahl)
- Black Elk speaks, 1932

(dt. Übers.) Schwarzer Hirsch: Ich rufe mein Volk. Leben, Visionen und Vermächtnis des letzten grossen Sehers der Ogalalla-Sioux. München: Dtv, 1962
- A Cycle of the West, 1949